# 그 집엔 누가 사나요?
《그 집엔 누가 사나요?》는 2006년 11월 18일에 MBC에서 방영한 베스트극장이다.

## 등장 인물

### 주요 인물
- 서지혜 : 태영(27세) 역 - 웨이트리스

사장에게 신임을 받고 있지만 임신으로 곧 그만둘 예정이다. 남성성과 여성성 모두 갖춘 양성적인 인물로, 자기 삶을 주체적으로 사는 독립적인 인물이다. 자기 주관이 뚜렷하고 일종의 똘끼도 있지만 꽤 현명하다.
- 서영희 : 민아(27세) 역 - 기획팀 팀장

잘나가는 광고회사에서 팀장으로 일하며, 아름답고 세련되고 도시적이다. 질투도 많고 감정 표현데 솔직하지만 태영이 앞에서만은 예외다. 고등학교 때부터 친구였던 태영을 동경한다.
- 박병은 : 성우(27세) 역 - 무직

조금은 쪼잔하고 예민하며 감성적이고, 꽤 유치한 유아기적 사고가 남아있다. 내색하지는 않지만 제대로 된 가정을 가져보지 못해서인지 보통의 가정을 꾸미는 게 꿈이다. 근근히 알바로 먹고 산다.

### 그 외 인물
- 염재욱 : 병수 역
- 주부진 : 할머니 역
- 김진양 : 의사 역
- 권혁규 : 태영의 아버지 역
- 박지영 : 간호사 역
- 이상길 (아역)